# ZoneAlarm
ZoneAlarm é um firewall desenvolvido originalmente pela empresa de segurança Zone Labs, comprada pela Check Point em 2004. Há uma versão gratuita, mais simples. Todas as outras versões são pagas.

## Produtos
Atualmente a empresa desenvolve solução de segurança como:
- Antivírus
- Antispam
- Antispyware
- Firewall

Seu produto mais completo é o ZoneAlarm Extreme Security, que possui todas as soluções de segurança listadas acima além de outras ferramentas de proteção.

## Recepção
Em 2016, tanto a versão gratuita como a paga do firewall foram "escolha do editor" da PC Magazine. O ZoneAlarm Extreme Security recebeu uma nota de 17,5 de 18 em 2015 pela AV-TEST, numa avaliação dos melhores antivírus para usuários domésticos de Microsoft Windows. Em 2014, o ZoneAlarm Extreme Security recebeu uma certificação da Virus Bulletin.
Em 2006, a companhia foi acusada de coletar dados dos usuários de maneira obscura, sendo que um desenvolvedor do produto negou as acusações, afirmando ser um problema relacionado ao processo de atualização do mesmo. Em 2007, uma toolbar para navegador era oferecida como um opt-out junto ao Zone Alarm, o que não foi bem recebido. Em 2010, a versão gratuita do ZoneAlarm mostrava uma mensagem de "Alerta Global de Vírus", o que foi classificado por críticos como um scareware. Mais tarde, o aviso foi desativado.